# Palazzo Gianfigliazzi (Lungarno Corsini nº 4)

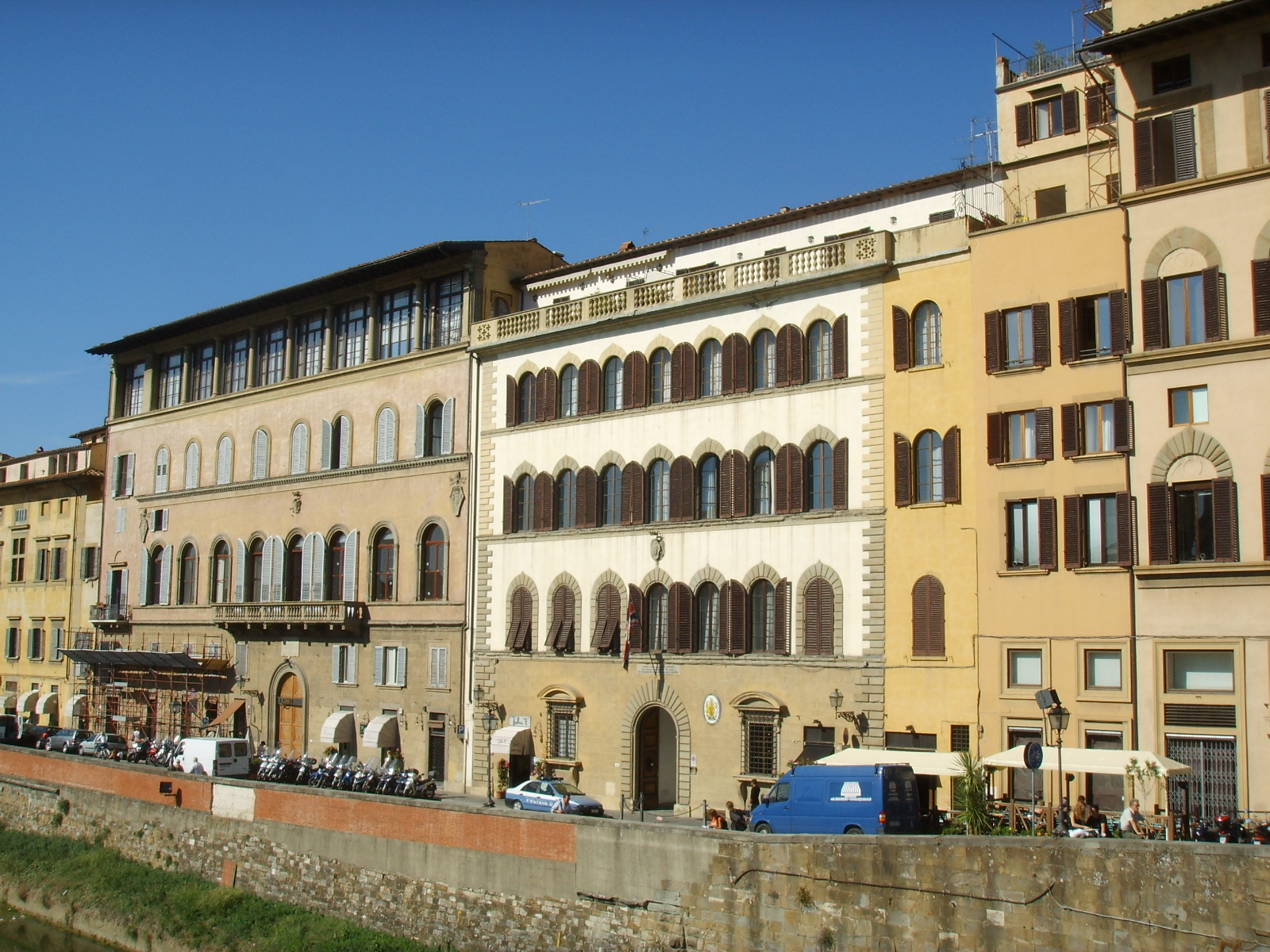
Os dois Palazzi Gianfigliazzi, sendo o nº 4 o edifício castanho à esquerda.

No Lungarno Corsini, em Florença, existem dois edifícios, contíguos, ambos conhecidos como Palazzo Gianfigliazzi. Na verdade, trata-se de dois palácios distintos (este, e um outro situado no nº 2), que antigamente chegaram a estar unidos pelo interior, mas que, posteriormente, voltaram a ser separados.  

## Os Gianfigliazzi
Os Gianfigliazzi, assim chamados, segundo a tradição, devido ao seu antepassado, Johannes Filius Acci, possuiam, até ao século XII, numerosos edifícios ao longo da Via dei Tornabuoni, onde ainda existe a Torre dei Gianfigliazzi; na esquina entre esta rua e a Via del Parione possuiam, também, uma loggia privada que foi fechada em 1732.

## História

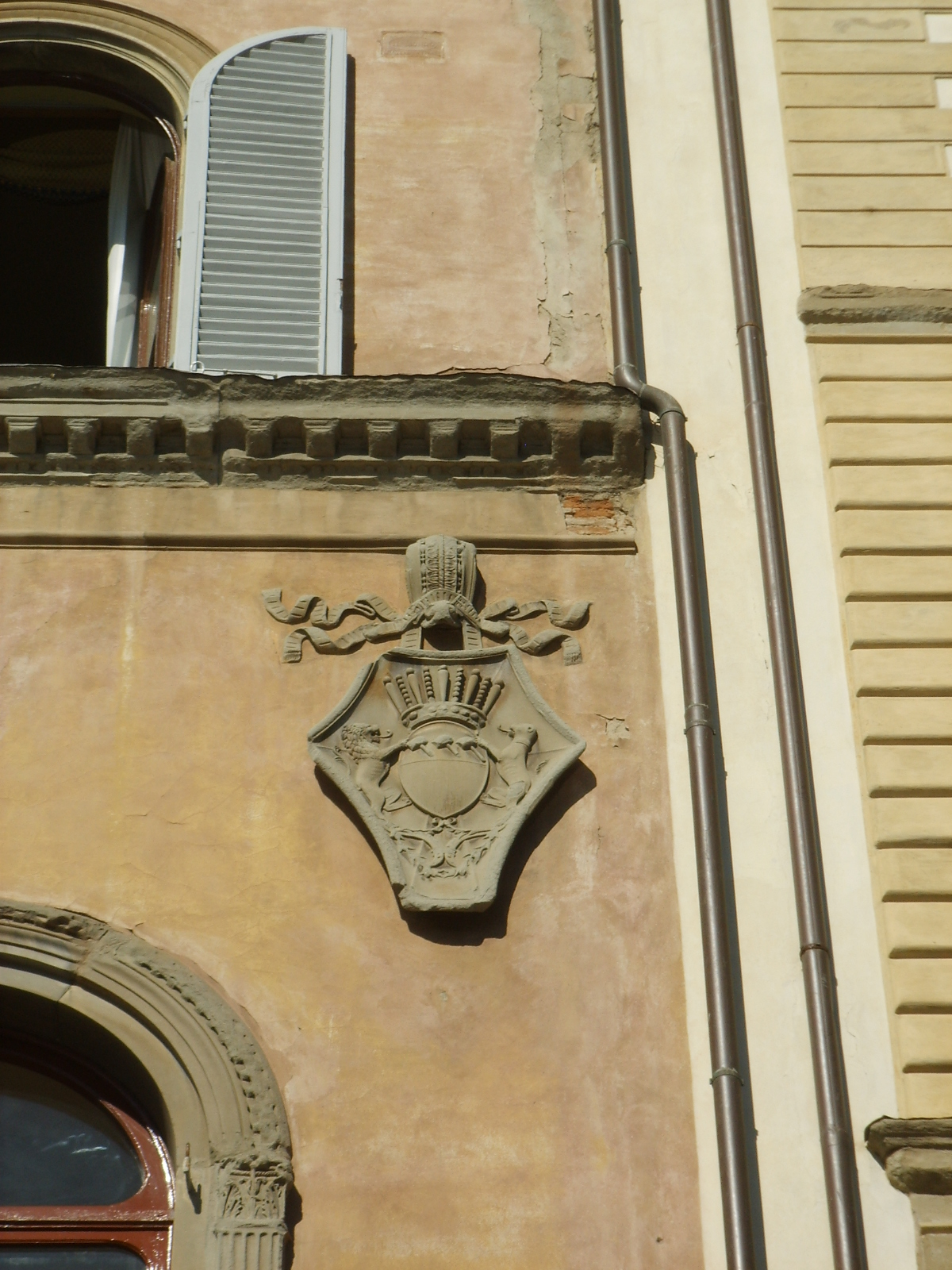
Brasão na fachada do palácio.

Este palácio, adjacente ao situado no nº 2 do Lungarno Corsini, fazia parte das propriedades dos Gianfigliazzi desde a sua origem (ao contrário do segundo), tendo sido habitado por esta família até à sua extinção, no século XVIII.
Em 1825 foi comprado por Luís Bonaparte para servir de retiro ao ex-monarca da Holanda, não muito longe do local onde residia o seu parente Jerónimo Bonaparte, hóspede dos Demidoff no Palazzo Serristori, situado, um pouco a montante, na margem oposta do Arno.

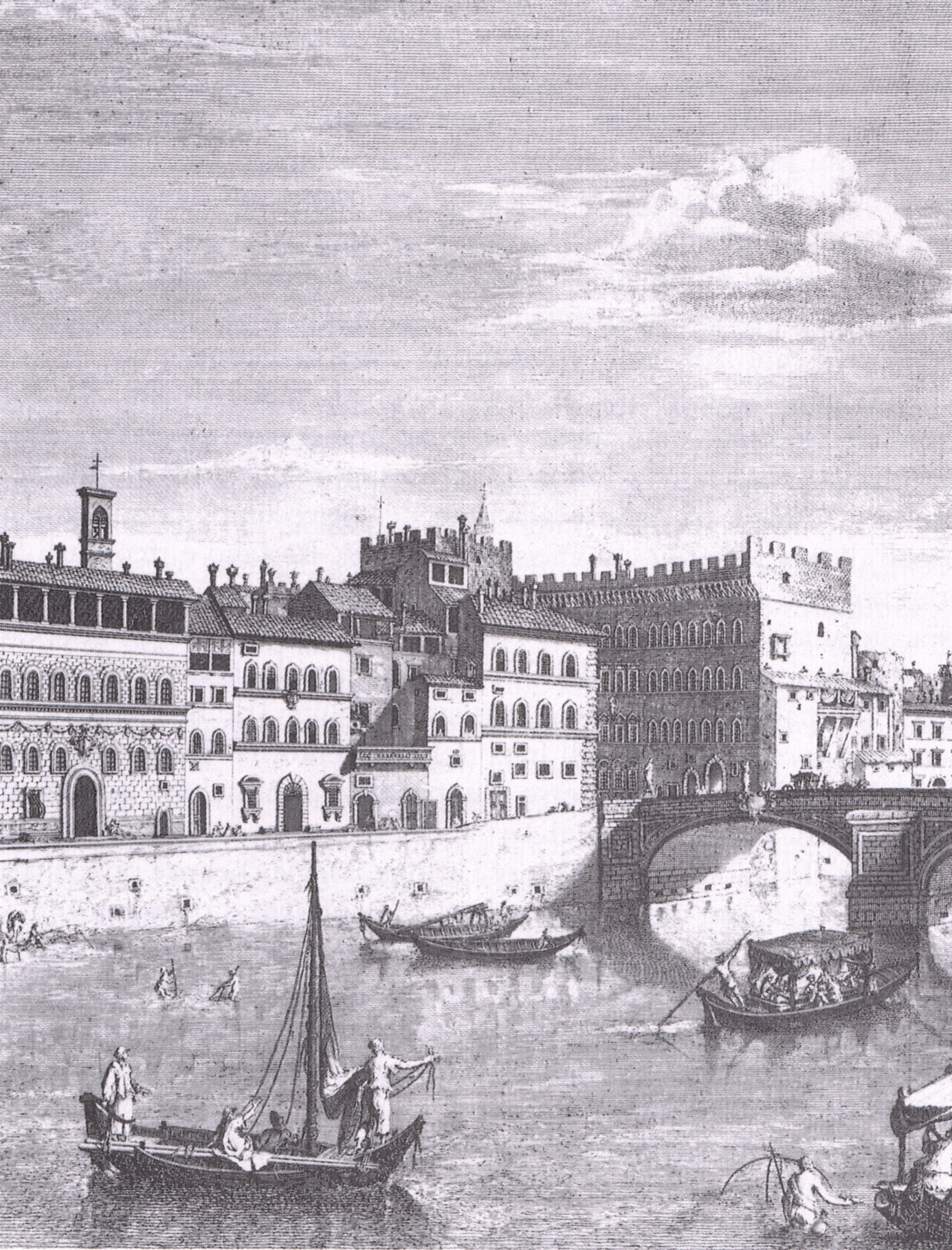
Vista do Lungarno Corsini com a Ponte di Santa Trinita, Giuseppe Zocchi (1744); os Palazzi Gianfigliazzi estão no extremo esquerdo (nº 4), seguido do nº 2.

Em seguida foi destinado ao albergue chamado Delle Quattro Nazioni e, em 1827, como recorda uma lápide na fachada, habitou aqui Alessandro Manzoni, vindo para "enxaguar os panos no Arno" (risciacquare i panni in Arno). A sua estadia durou um mês, tendo sido acompanhado por treze pessoas, entre servidores e familiares. Escrevia, então, o grande romancista a Tommaso Grossi: "Ho settantun lunzuoli da risciacquare", calculando que tinha setenta e uma páginas para adaptar à língua florentina.
Mais tarde, o palácio viria a pertencer ao belga Van der Linden d'Hooghvorst, casado com a florentina Aurora Guadagni. Naquela época, o edifício foi restaurado pelo arquitecto Bartolommeo Silvestri (em 1841), regularizando a disposição das janelas na fachada e fechando o loggiato panorâmico no último andar. Também foram organizadas modificações no interior, onde foram reestruturados os salões, para as festas e recepções. Os cronistas da época relatam os sumptuosos bailes dados durante o período em que Florença foi capital do Reino de Itália (1865-1871), nos quais participavam milionários de toda a Itália e do estrangeiro, que aprovavam a riqueza e o bom gosto dos equipamentos, das cortinas e dos móveis.
Um cronista da época recorda como durante p carnaval de 1870 uma mesa caíu sob o peso das louças, dos cristais e dos candelabros em bronze, mas, sem perturbação do dono dacasa, no espaço de uma estavam postas outras mesas com peças de igual riqueza, pelo que alguns maliciosos pensaram que se tivesse tratado dum incidente organizado propositadamente para demonstrar a abundância que reinava na casa.
Pouco depois da transferência da capital para Roma, o palácio foi vendido a Cesaroni Venanzi, pertencendo actualmente aos Campodonico.